# Muniáin de la Solana
Muniáin o Muniáin de la Solana (en euskera: Muniain o Muniain Iguzkitza) es un lugar habitado del municipio español de Aberin, situado en la Merindad de Estella, en la comarca de Estella Oriental de la Comunidad Foral de Navarra. Está en el valle de la Solana, al pie de Montejurra. Aunque pertenece al municipio de Aberin, actúa como centro del municipio y tiene el Ayuntamiento. Su población en 2017 fue de 304 habitantes (INE).
Pasa por su lado la carretera NA-122. La carretera NA-6115 une Muniáin con Morentin.

## Topónimo
Probablemente significa ‘lugar propiedad de una persona llamada Munio’, de un nombre de persona Munio bien atestiguado en la Edad Media y un sufijo -áin que indica propiedad.
En documentos antiguos el nombre aparece como: Muniain, Muniayn (1040-46, NEN); Munien, Munienn (1110, 1174, NEN); Munienh (1280, NEN).
Para diferenciarlo de otros Muniain existentes en Navarra, se le incluye el apelativo del valle en el que se encuentra: la Solana (Iguzkitzaibar en euskera).

## Arte
- Parroquia de Nuestra Señora de la Asunción.
- Ermita de San Ramón Nonato, en lo alto del pueblo.
- Ermita de San Sebastián, a mitad de subida a Montejurra.